# Lillie Leatherwood
Lillie Mae Leatherwood (Tuscaloosa, 6 luglio 1964) è un'ex velocista statunitense, campionessa olimpica della staffetta 4×400 metri a Los Angeles 1984.

## Palmarès
| Anno | Manifestazione  | Sede         | Evento      | Risultato | Prestazione | Note                        |
| ---- | --------------- | ------------ | ----------- | --------- | ----------- | --------------------------- |
| 1984 | Giochi olimpici | Los Angeles  | 400 m piani | 5ª        | 50"25       |                             |
| 1984 | Giochi olimpici | Los Angeles  | 4×400 m     | Oro       | 3'18"29     | Record olimpico             |
| 1987 | Mondiali indoor | Indianapolis | 400 m piani | Argento   | 52"54       |                             |
| 1987 | Mondiali        | Roma         | 400 m piani | 5ª        | 50"82       |                             |
| 1987 | Mondiali        | Roma         | 4×400 m     | Bronzo    | 3'21"04     |                             |
| 1988 | Giochi olimpici | Seul         | 4×400 m     | Argento   | 3'15"51     | Record nord-centroamericano |
| 1991 | Mondiali indoor | Siviglia     | 4×400 m     | Bronzo    | 3'29"00     |                             |
| 1991 | Mondiali        | Tokyo        | 400 m piani | 7ª        | 51"53       |                             |
| 1991 | Mondiali        | Tokyo        | 4×400 m     | Argento   | 3'20"15     |                             |